# Valentina Paris
Valentina Paris (Avellino, 31 juillet 1981) est une femme politique italienne.

## Biographie
En 2013, elle est élue député de la circonscription Campanie 2 pour le Parti démocrate.